# WTA Elite Trophy 2015 - Doppio
Il doppio del WTA Elite Trophy 2015 è stato un torneo di tennis facente parte del WTA Tour 2015.
La prima edizione del torneo è stata vinta da Liang Chen e Wang Yafan, che hanno sconfitto in finale Anabel Medina Garrigues e Arantxa Parra Santonja con il punteggio di 6–4, 6–3.

## Giocatrici
1. Klaudia Jans-Ignacik /  Andreja Klepač (round robin)
2. Anabel Medina Garrigues /  Arantxa Parra Santonja (finale)
3. Gabriela Dabrowski /  Alicja Rosolska (round robin)

1. Liang Chen /  Wang Yafan (campionesse)
2. Ljudmyla Kičenok /  Nadežda Kičenok (round robin)
3. Xu Shilin /  You Xiaodi (round robin)

## Tabellone

### Legenda
| - Q = Qualificato - WC = Wild card - LL = Lucky loser | - ALT = Alternate - SE = Special Exempt - PR = Protected Ranking | - w/o = Walkover - r = Ritirato - d = Squalificato |

### Fase finale
|  | Finale |                                                |                                                |   |   |  |
|  |        |                                                |                                                |   |   |  |
|  | 4/WC   | Liang Chen Wang Yafan                          | Liang Chen Wang Yafan                          | 6 | 6 |  |
|  | 2      | Anabel Medina Garrigues Arantxa Parra Santonja | Anabel Medina Garrigues Arantxa Parra Santonja | 4 | 3 |  |

### Gruppo A
|      |                                     | Jans-Ignacik Klepač | Liang Wang          | Kičenok             | RR V-P | Set V-P | Game V-P | Classifica |
| 1    | Klaudia Jans-Ignacik Andreja Klepač |                     | 6(6)–7, 3–6         | 6(3)–7, 1–6         | 0–2    | 0–4     | 16–26    | 3          |
| 4/WC | Liang Chen Wang Yafan               | 7–6(6), 6–3         |                     | 6(3)–7, 6–4, [10–6] | 2–0    | 4–1     | 26–20    | 1          |
| 5    | Ljudmyla Kičenok Nadežda Kičenok    | 7–6(3), 6–1         | 7–6(3), 4–6, [6–10] |                     | 1–1    | 3–2     | 24–20    | 2          |

La classifica viene stilata in base ai seguenti criteri: 1) Numero di vittorie; 2) Numero di partite giocate; 3) Scontri diretti (in caso di due giocatori pari merito); 4) Percentuale di set vinti o di game vinti (in caso di tre giocatori pari merito); 5) Decisione della commissione

### Gruppo B
|      |                                                | Medina Garrigues Parra Santonja | Dabrowski Rosolska  | Xu You              | RR V-P | Set V-P | Game V-P | CLassifica |
| 2    | Anabel Medina Garrigues Arantxa Parra Santonja |                                 | 6–3, 6–2            | 1–6, 6–3, [10–3]    | 2–0    | 4–1     | 20–14    | 1          |
| 3    | Gabriela Dabrowski Alicja Rosolska             | 3–6, 2–6                        |                     | 7–6(2), 4–6, [5–10] | 0–2    | 1–4     | 16–25    | 3          |
| 6/WC | Xu Shilin You Xiaodi                           | 6–1, 3–6, [3–10]                | 6(2)–7, 6–4, [10–5] |                     | 1–1    | 3–3     | 22–19    | 2          |

La classifica viene stilata in base ai seguenti criteri: 1) Numero di vittorie; 2) Numero di partite giocate; 3) Scontri diretti (in caso di due giocatori pari merito); 4) Percentuale di set vinti o di game vinti (in caso di tre giocatori pari merito); 5) Decisione della commissione